# Hluboko v lesích
Hluboko v lesích (ve francouzském originále Promenons-nous dans les bois) je francouzský hororový film z roku 2000. Režisérem filmu je Lionel Delplanque. Hlavní role ve filmu ztvárnili Clotilde Courau, Clément Sibony, Vincent Lecoeur, Alexia Stresi a Maud Buquet.

## Obsazení
| Clotilde Courau   | Sophie         |
| Clément Sibony    | Matthieu       |
| Vincent Lecoeur   | Vilfridt       |
| Alexia Stresi     | Jeanne         |
| Maud Buquet       | Mathilde       |
| Francois Berléand | Axel de Fersen |
| Denis Lavant      | Stephane       |
| Michel Muller     | policista      |
| Marie Trintignant | matka          |
| Thibault Truffert | Nicolas        |
| Suzanne MacAleese | Pelágie        |